# Ґлажево (Великопольське воєводство)
Ґлажево (пол. Głażewo, нім. Glasberg) — село в Польщі, у гміні Мендзихуд Мендзиходського повіту Великопольського воєводства.
Населення — 427 осіб (2011).
У 1975-1998 роках село належало до Гожовського воєводства.

## Демографія
Демографічна структура станом на 31 березня 2011 року:
|          | Загалом | Допрацездатний вік | Працездатний вік | Постпрацездатний вік |
| -------- | ------- | ------------------ | ---------------- | -------------------- |
| Чоловіки | 211     | 48                 | 147              | 16                   |
| Жінки    | 216     | 52                 | 123              | 41                   |
| Разом    | 427     | 100                | 270              | 57                   |